# Freddie Keppard
Freddie Keppard (ur. 27 lutego 1890 w Nowym Orleanie, zm. 15 lipca 1933 w Chicago) – amerykański kornecista jazzowy, innowator gry na tym instrumencie, reprezentant stylów nowoorleańskiego i chicagowskiego. W Nowym  Orleanie nazywano go „Królem Kornetu”, które to miano nosił przed nim Buddy Bolden, a po nim – Joe Oliver.

## Życiorys
Przyszedł na świat w kreolskiej, śródmiejskiej dzielnicy Nowego Orleanu. Jego zmarły przedwcześnie ojciec, Louis, był kucharzem w restauracji Vieux Carré. Jego matka, Emily z d. Peterson, zajmowała się domem. Miał o dwa lata starszego brata, Louisa jra, który również został zawodowym muzykiem.
Wychował się w muzykalnym domu przy Villere Street i okolicy rozbrzmiewającej muzyką. Matka nauczyła go grać na skrzypcach, natomiast jego brat wybrał gitarę. Jako chłopcy obaj grywali ze sobą oraz pracowali na oferującej wszelkie rozrywki i uciechy ulicy Basin, czyszcząc za pięć centów buty przechodniom i klientom okolicznych, wypełnionych dźwiękami muzyki lokali. Mieli nadzieję, że jakiś korzystający z ich usług muzyk wprowadzi ich do środka, być może weźmie pod opiekę, lub choćby udzieli zawodowej rady. Chcąc ukryć przed patrolami policji swój wiek, przed udaniem się na Basin Street, zawsze zakładali długie spodnie.
Kiedy obaj bracia podrośli, założyli własne zespoły. Freddie grał na skrzypcach, mandolinie i akordeonie, ale mając szesnaście lat zdecydował się na kornet, który odtąd stał się jego głównym instrumentem. Ok. 1905 sformował The Olympia Orchestra z Alphonse’em Picou na klarnecie. Po odejściu z Olympii dołączył do zespołu The Eagle Band puzonisty Frankie’ego Dusena, zajmując miejsce zwolnione przez Buddy’ego Boldena. Wkrótce po zejściu Boldena ze sceny muzycznej, został okrzyknięty „Królem Keppardem” – najlepszym kornecistą w mieście, który dochował wierności stylowi poprzedniego mistrza. W 1914 Joe Oliver wygrał „cutting contest” – muzyczną „bitwę” na kornety i przejął królewski tytuł Freddiego, gdy ten wyjechał do Los Angeles, żeby zostać współliderem zespołu kontrabasisty Billa Johnsona. Powstała w ten sposób The Original Creole Orchestra przedstawiła i zaszczepiła jazz w Kalifornii i na Zachodnim Wybrzeżu. W 1915 zespół przybył z koncertami do Nowego Jorku. Wkrótce Keppard otrzymał propozycję nagrań od The Victor Talking Machine Company. Gdyby przyjął ofertę, byłoby to prawdopodobnie pierwsze nagranie jazzowe. On jednak ją odrzucił, twierdząc że wtedy każdy mógłby „ukraść jego zagrywki”. Inna historia o jego chorobliwej wręcz obawie naśladowania jego gry mówi, że nierzadko ukrywał palce pod chusteczką do nosa, żeby ukryć, swoją technikę. Wytwórnia zaproponowała mu za nagranie płyty ryczałtowe wynagrodzenie w wysokości 25. dolarów. Była to wówczas standardowa stawka dla wykonawców niebędących gwiazdami, ale wynosiła znacznie mniej niż zarabiał podczas występów objazdowych z wodewilami. Jego odpowiedź na ofertę brzmiała: „Dwadzieścia pięć dolarów? Za tyle to ja codziennie wypijam ginu!” Wg niektórych członków The Original Creole Orchestra innym powodem odmowy była prośba przedstawiciela Victora o dokonanie nagrania próbnego bez wynagrodzenia. Zespół jednak się sprzeciwił z obawy, że w sposób podstępny firma próbuje ich nakłonić do nagrywania płyt bez należnego honorarium.
Ok. 1917 osiadł na stałe w Chicago, z którego w 1920 wyjechał na prawie rok na występy z orkiestrą Tima Brymna na Wschodnim Wybrzeżu. W Chicago pracował zarówno jako lider własnych formacji, jak i członek zespołów Jimmiego Noone'a, Johnny’ego Doddsa, Erskine'a Tate'a, Doca Cooka (przez kilka lat) i Lil Hardin Armstrong.
W latach 1923–1927 dokonał w Chicago wszystkich swoich potwierdzonych nagrań. Trzech dokonał pod własnym nazwiskiem jako lider Jazz Cardinals, dwa z Vendome Orchestra Erskine'a Tate'a i dwanaście z orkiestrą Doca Cooke’a.
Niestety w latach 20., na które powinien przypaść szczyt jego wirtuozowskich umiejętności, popadł w alkoholizm, który miał duży wpływ na obniżenie poziomu jego gry i pogorszenie stanu zdrowia. W ostatnich latach życia dodatkowo chorował na gruźlicę. Zmarł w zapomnieniu w Chicago w wieku 43 lat.

### Małżeństwa
Miał dwie żony, lecz nie wiadomo czy kiedykolwiek się rozwiódł. Z pierwszą zawarł ślub w Nowym Orleanie i była nią starsza siostra Jimmiego Noone’a. W Chicago zaś poślubił kobietę pochodzącą z miejscowości Bay Saint Louis.

## Dyskografia
- 1970 Freddie Keppard, Doc Cook and His Dreamland Orchestra, Erskine Tate's Vendome Orchestra – 1923–1928 (Jazz Treasury)
- 1996 The Legend – Freddy Keppard (Topaz Jazz)
- 1999 Freddy Keppard 1923-1926 – The Complete Set (Challenge Records)

## Upamiętnienie
W 1997 został pośmiertnie wprowadzony do Panteonu Sław Big-bandów i Jazzu (The Big Band and Jazz Hall of Fame).